# Hipolipemiantes
Hipolipemiantes são os fármacos usados no tratamento das dislipidemias, e principalmente no controle dos níveis colesterol. Os altos níveis de colesterol (hipercolesterolemia) aceleram a aterosclerose, que leva no limite ao infarto do miocárdio e aos acidentes vasculares cerebrais (AVCs).
Classes mais utilizadas
1. Estatinas: inibem a formação de colesterol de novo no fígado mas não afetam o colesterol ingerido.
2. Fibratos: fármacos que diminuem modestamente o chamado mau colesterol (LDL) e atuam também na redução dos níveis séricos de triglicerídeos.[2]
3. Sequestradores de ácidos biliares: substâncias resinoides, tais como  Colestipol e Colestiramina, que impedem a reabsorção dos ácidos biliares, os quais são formados no fígado a partir de colesterol. Não podendo reabsorvê-los, mais colesterol é gasto a formá-los a cada ciclo nutritivo (e, pois, a cada refeição). Além disso, essas resinas são importantes na absorção dos lípidos.